# Ludo Geluykens
Ludo Geluykens (28 april 1953) is een Vlaams schrijver van politiethrillers.  
Geluykens werkte als automonteur, koerier en veiligheidsmanager. Hij schrijft thrillers met als hoofdpersonen commissaris Bruno Somers en hoofdinspecteur Paul De Winter die in het politiebureau aan het Paradeplein in Lier werken. De stad Antwerpen speelt een belangrijke rol in zijn verhalen.
Geluykens woont in Ranst. Hij is gehuwd en heeft twee kinderen.

## Werk
- 2010: Moord op de scheidsrechter
- 2011: Adellijke intriges
- 2012: Een drug te ver
- 2013: Losgeld voor een kind
- 2014: Moord aan de balie
- 2015: Chantage in het schepencollege
- 2016: Afrekening in het bedrijf
- 2017: 'Wraak in de familie'
- 2018: 'De golfmoorden'
- 2019: 'De riviermoorden'
- 2020: 'Alles voor de club'
- 2021: 'Afpersing'
- 2022: 'Valse beloftes'
- 2023: Kampioenenmoorden bij 'Mijn gedacht'
- 2024: De Netemoorden
- 2025: Verdachte overlijdens